# Евфранор
Евфра́нор (др.-греч. Ἐυφράνωρ) — древнегреческий скульптор, художник, теоретик искусства IV века до н. э. Расцвет творчества приходился на 370—330 годы до н. э. Современник Праксителя.

## Биография

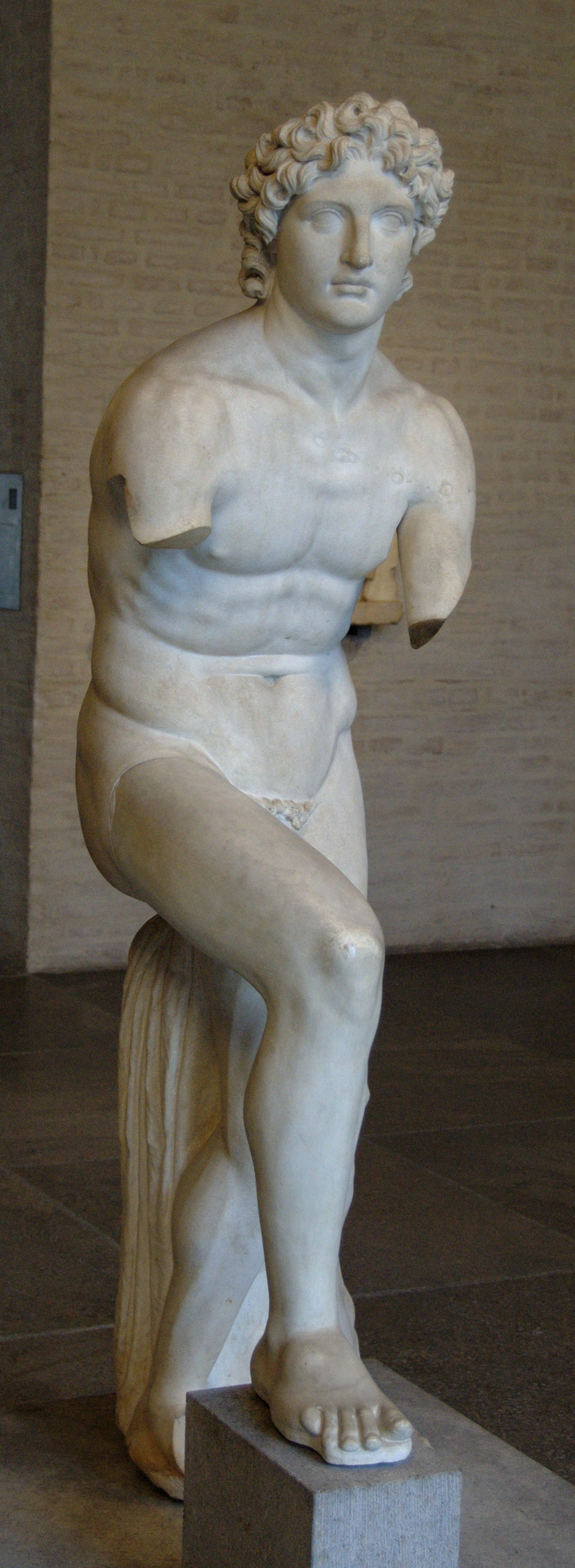
Произведение Евфранора — Александр Ронданини. Глиптотека, Мюнхен.

Родился в Коринфе. Нет никаких сведений о его семье и первых шагах в обучении скульптуре. Известно лишь, что сначала он был учеником Аристида Старшего. В 360 году до н. э. переезжает в Афины, где начинает стремительную карьеру. Его талант сравнивали с талантами Праксителя, Фидия и Мирона в скульптуре, а в живописи с Апеллесом и Полигнотом.
В скульптуре Евфранор предпочитал изображать богов и героев, а также своих современников. В живописи изображал в основном мифических героев Илиады и Одиссеи, а также батальные сцены.
К сожалению, сохранилось мало произведений Евфранора, в основном они дошли до нас в поздних копиях.
Написал трактат «О симметрии».

## Произведения
- Скульптуры:
  - Александр Македонский и Филипп на квадриге. 338 год до н. э.
  - Лета с Аполлоном и Артемидой.
  - Аполлон Патроос. 364—361 годы до н. э.
  - Парис (или Персей). 340—330 годы до н. э.
- живопись:
  - «Тезей, дарующий народу демократию»
  - «Одиссей»
  - «Подвиги афинян при Мантинее»
  - «Двенадцать богов»